# Lyciasalamandra billae
Lyciasalamandra billae är en groddjursart som först beskrevs av Franzen och Klewen 1987.  Lyciasalamandra billae ingår i släktet Lyciasalamandra och familjen vattensalamandrar. IUCN kategoriserar arten globalt som akut hotad. Inga underarter finns listade i Catalogue of Life.